# تيس كودي
تيس كودي (بالإنجليزية: Tess Coady)‏ هي متزلجة أسترالية، ولدت في 2 نوفمبر 2000 في أستراليا.

## وصلات خارجية
- تيس كودي على موقع الاتحاد الدولي للتزلج (ركوب لوح الثلج) (الإنجليزية)
- تيس كودي على موقع اللجنة الأولمبية الدولية (الإنجليزية)
- تيس كودي على موقع أوليمبيديا (الإنجليزية)
- تيس كودي على موقع اللجنة الأولمبية الأسترالية (الإنجليزية)